# 타티야나 톨스타야
타티야나 니키티치나 톨스타야(러시아어: Татья́на Ники́тична Толста́я, 1951년 5월 3일 ~ )는 러시아의 소설가이다.

## 생애
타티야나 톨스타야는 1951년 3월에 레닌그라드에서 태어났다. 그녀는 문학적 자질을 키울 수 있는 배경에서 성장했다. 톨스타야의 할아버지는 유명한 러시아 작가 알렉세이 니콜라예비치 톨스토이이며 할머니는 시인인 크란디옙스카야다. 외할아버지는 번역가로 활동한 미하일 로진스키이다.
톨스타야는 1974년 레닌그라드 국립대학 고전어문학부를 졸업하고 단편소설 ＜황금빛 현관 계단에 앉아서…＞(1983)로 문단에 정식 데뷔한다. 이후 그녀는 꾸준히 작품 활동을 하며 주옥같은 작품들을 선보였고 저널리스트, 각종 문학상의 심사위원, TV 프로그램 ＜스캔들 학교＞의 공동 진행자로 활동했다. 그녀는 첫 장편소설인 ≪키시≫로 제14회 모스크바 국제서적박람회 선정 소설 부문 올해의 작품상, 트리움프 문학상을 받았다. 현재 톨스타야의 작품들은 영어를 비롯한 독일어, 프랑스어, 스웨덴어 등 다양한 언어로 번역·출간되고 있다.
타티야나 톨스타야의 명성은 문학 분야에만 국한되지 않는다. 그녀는 칼럼 리스트로도 유명하다. 많은 신문에 실렸던 그녀의 칼럼을 모아 1998년 ≪자매들≫라는 제목의 단행본으로 출판하기도 했다. 또한 그녀는 러시아 TV방송의 토크쇼 진행자로 활동하는 방송인이기도 하다. 몇 년간 미국 대학에서 러시아 문학을 강의하기도 했으며 현재는 러시아 모스크바에서 살고 있다.
대표적인 작품으로는 데뷔작 외에 단편집 ≪사랑한다, 사랑하지 않는다≫(1997), ≪자매들≫(1998), ≪오케르빌 강≫(1999), ≪밤≫(2001), ≪키시≫가 있다. 그 외에 ≪낮≫(2001), 나탈리야 톨스타야와 공저로 쓴 ≪두 사람≫(2001), ≪건포도≫(2002), ≪하얀 벽≫(2004)이 있다.

## 참고 자료
- 톨스타야 단편집(단편집 ≪오케르빌 강≫의 발췌), 이수연 역, 2009, 지만지, ISBN 978-89-6228-271-9